# Hans Monderman

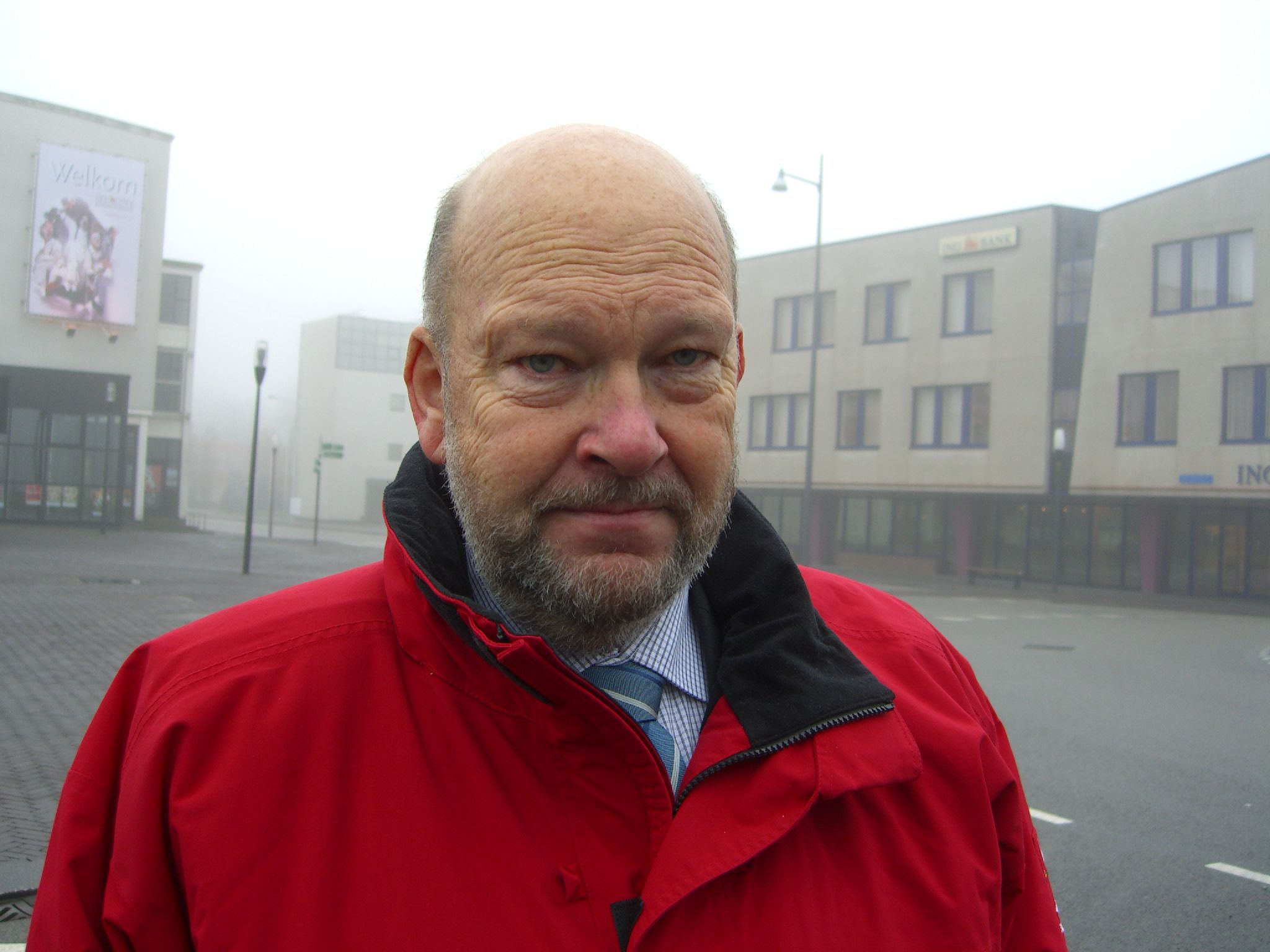
Hans Monderman (2006)

Hans Monderman, eigentlich Johannes Mondermann, (* 19. November 1945 in Leeuwarden; † 7. Januar 2008 in Opsterland) war ein niederländischer Verkehrsplaner, der maßgeblich die Planungsphilosophie des Shared Space entwickelte. Er war Mitwirkender in verschiedenen Ausschüssen für den Entwurf von Regelwerken und Normen und Lehrbeauftragter für Verkehrssicherheit und sichere Ortschaften.

## Leben
Monderman war seit 1969 als Bauingenieur tätig sowie Projektleiter für Infrastrukturprojekte und Verkehrssicherheitsbeauftragter in der niederländischen Provinz Friesland. Ab 1979 war er Berater für Verkehrssicherheit in der regionalen Verkehrssicherheitskommission und dabei zuständig für Unfallanalysen, Straßenplanung und Verkehrsberuhigungsmaßnahmen.
Durch die Analysen von Verkehrsunfällen kamen Monderman zunehmend Zweifel an den konventionellen Methoden der Verkehrsplanung und den eingesetzten Instrumenten der Verkehrsführung. Es schien ihm, als ob gerade eine übermäßige Regulierung des Verkehrs die Anzahl der Unfälle erhöhe, weil die Verkehrsteilnehmer sich ihrer eigenen Verantwortung entledigt sehen. Mitte der 1980er Jahre versuchte Monderman den Verkehr im Dorf Oudehaske in Friesland, ohne die sonst üblichen Schranken, Blumenkübel, Poller und Ähnliches zu verlangsamen. Dabei schränkte er die Sicht auf die zentrale Kreuzung ein, um so die Autofahrer zum Bremsen und vorsichtigeren Fahren zu zwingen. Um die Straße optisch schmaler erscheinen zu lassen, ließ er den Asphalt durch rote Klinkersteine ersetzen, mit einem sandfarbenen Saum links und rechts. Die Straße sollte wie eine Dorfstraße aussehen, nicht wie eine anonyme Durchgangsstraße. Zunächst selbst von seiner Idee wenig überzeugt, gar Klagen und Katastrophenmeldungen erwartend, konnte er sich aber nach einiger Zeit selbst vom Erfolg seiner Umbaumaßnahmen überzeugen. Die durchschnittliche Geschwindigkeit der Autofahrer sank von 58 km/h auf 37 km/h, Unfälle gab es keine. Aus dieser überraschenden Erfahrung heraus entwickelte Monderman die Idee des Shared Space, eines von allen Verkehrsteilnehmern gleichberechtigt genutzten Verkehrsraumes. Es folgten weitere Umsetzungen durch Monderman in Orten in Friesland.
Seit 1996 war Monderman Verkehrsplaner im Verwaltungsbereich Smallingerland und von 1999 bis 2002 politischer Berater in der Provinz Groningen. Seit 2002 war er Programmmanager des Integrationsprogramms für Raum-, Landschafts- und Verkehrsplanung der Provinzen Drenthe, Groningen und Friesland. Im Jahr 2004 wurde im Rahmen des Infrastrukturförderprogramms INTERREG North Sea Region Programme der Europäischen Union eine Umsetzung von Shared Space in sieben Gemeinden in Belgien, Dänemark, Deutschland, England und den Niederlanden gestartet. Monderman trat dabei als Leiter des Expertenteams auf. 2006 wurde Monderman als neues Mitglied des World Technology Networks in San Francisco ausgezeichnet.